# Starving Anonymous
Starving Anonymous (jap. 食糧人類 Shokuryō Jinrui) ist ein japanischer Horror-Manga von Yuu Kuraishi und Kazu Inabe, der von 2016 bis 2019 erschien. Von 2021 bis 2023 wurde die Fortsetzung Starving Anonymous Re:velation veröffentlicht.

## Inhalt
Während Japan von einer Hitzewelle geplagt wird, versuchen die Oberschüler Ie und Kazu der Hitze zu entkommen. In einem klimatisierten Bus werden sie plötzlich einem Gas ausgesetzt, das alle Passagiere in einen Schlaf versetzt. Als Ie wieder zu sich kommt, findet er sich in einer Halle wieder, in der Menschen mit einem süßen Saft gemästet und dann geschlachtet werden. Ie will fliehen und Kazu, der sich dem die Sinne vernebelnden Saft schon ergeben hat, mit sich nehmen. Doch Yamabiki und Natsune, die ihn über die Zustände hier aufgeklärt haben, verfolgen noch weitere Ziele. Sie alle sind ständig in Gefahr, von den schneckenförmigen Monstern entdeckt zu werden, die die Farm betreiben.

## Veröffentlichung
Der Manga entstand nach einer Idee von Kengo Mizutani und wurde von Yuu Kuraishi als Autor und Kazu Inabe als Zeichner umgesetzt. Die Kapitel erschienen von 2016 bis 2019 beim Verlag Kodansha im Online-Magazin e Young Magazine. Später wurde die Serie gesammelt in sieben Bänden veröffentlicht. Diese verkauften sich zwischen 50.000 und 90.000 Mal in den ersten Wochen nach Veröffentlichung.
Eine deutsche Übersetzung von Claudia Peter erschien von Juli 2022 bis Juli 2023 bei Egmont Manga. Eine englische Fassung erscheint bei Kodansha Comics, eine italienische bei Edizioni Star Comics und eine französische bei Pika Édition.
Eine Fortsetzung mit dem Titel Starving Anonymous Re:velation erschien von April 2021 bis Juni 2023 im Online-Magazin Comic Days beim gleichen Verlag. Diese Serie umfasst insgesamt sieben Sammelbände. Auf Deutsch erscheint das Spin-off seit Oktober 2024 bei Egmont Manga in bisher sechs Bänden (Stand August 2025).